# Oncideres fisheri
Oncideres fisheri är en skalbaggsart som beskrevs av Dillon 1946. Oncideres fisheri ingår i släktet Oncideres och familjen långhorningar.
Artens utbredningsområde är Guatemala. Inga underarter finns listade i Catalogue of Life.